# Francesco Scardina
Francesco Scardina (Rivalta di Torino, 11 de dezembro de 1981) é um futebolista italiano que atua como zagueiro e defende atualmente a SD Huesca.